# Mszadla Dolna
Mszadla Dolna dawniej też Mszadła – wieś w Polsce położona w województwie mazowieckim, w powiecie zwoleńskim, w gminie Przyłęk. Ma status sołectwa.
Miejscowość Mszadla Dolna powstała formalnie 14 lutego 1968 z wydzielonych części wsi Nowa Mszadla i Stara Mszadla.
| SIMC    | Nazwa       | Rodzaj                          |
| ------- | ----------- | ------------------------------- |
| 0633410 | Błota       | część wsi (zniesiona w 2023 r.) |
| 1059290 | Pałęczek    | część wsi                       |
| 1059515 | Stara Wieś  | część wsi (zniesiona w 2023 r.) |
| 1059627 | Wilcze Doły | część wsi (zniesiona w 2023 r.) |

W latach 1975–1998 miejscowość administracyjnie należała do województwa radomskiego.
Wierni Kościoła rzymskokatolickiego należą do parafii św. Floriana w Łagowie Kozienickim.